# William Warner (Politiker)

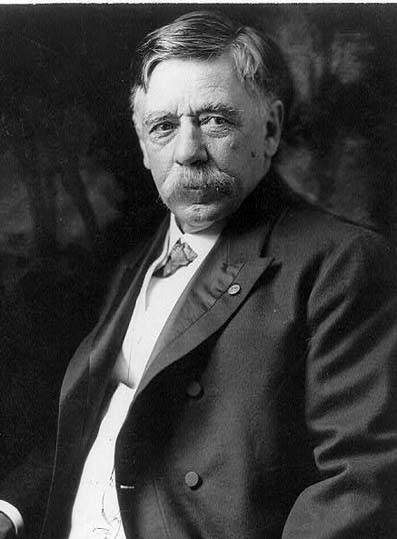
William Warner

William Warner (* 11. Juni 1840 in Shullsburg, Lafayette County, Wisconsin; † 4. Oktober 1916 in Kansas City, Missouri) war ein US-amerikanischer Politiker (Republikanische Partei), der den Bundesstaat Missouri in beiden Kammern des Kongresses vertrat.
Nach Abschluss eines Studiums der Rechtswissenschaften an der Lawrence University und der University of Michigan in Ann Arbor wurde William Warner 1861 in die Anwaltskammer aufgenommen und begann in Kansas City zu praktizieren. Im folgenden Jahr trat er als Freiwilliger einem Infanterieregiment aus Wisconsin bei, das im Bürgerkrieg für die Nordstaaten kämpfte. Am Ende des Krieges wurde er im Rang eines Majors aus der Armee entlassen.
1867 wurde Warner Prozessanwalt von Kansas City; vier Jahre später übernahm er als Nachfolger von Elijah M. McGee das Amt des Bürgermeisters der Stadt, das er bis 1872 bekleidete. Sein nächstes politisches Mandat hatte er ab dem 4. März 1885 als Abgeordneter im US-Repräsentantenhaus inne, wo er bis zum 3. März 1889 verblieb. 1892 kandidierte er erfolglos als Gouverneur von Missouri.
Nachdem er zwischen 1882 und 1905 mehrfach als Staatsanwalt für den westlichen Gerichtsdistrikt von Missouri fungiert hatte, zog William Warner am 18. März 1905 in den Senat der Vereinigten Staaten ein. Nach einer Amtsperiode trat er 1910 nicht mehr an und schied somit am 3. März 1911 aus dem Senat aus.